# Kees Rosenhart
Cornelis (Kees) Rosenhart (Haarlem, 8 juli 1939) is een Nederlands organist en klavecinist.
Hij is zoon van het echtpaar Petrus Johannes Rosenhart, hoofdcommies A bij de Raad van Arbeid te Haarlem, en Bertha Elisabeth Glas. Hij groeide grotendeels op in Haarlem. Zijn eerste pianolessen kreeg hij te Haarlem van Ietje Nelissen en zijn eerste orgellessen van Kees Bornewasser. Hij studeerde aan het Conservatorium van Amsterdam. Docenten waren Gustav Leonhardt op klavecimbel en Albert de Klerk (die toen een orgelklas wist te vullen) op orgel. In zijn studententijd was hij organist van de parochiekerk de H.H. Martelaren van Gorcum te Amsterdam. Op 1 september 1972 volgde de aanstelling als organist van de Waalse Kerk in Haarlem. Hij was opvolger van Wim Husslage. Hij vervulde deze functie  tot augustus 2005. In die tijd speelde hij voorts in het ensemble Fiori Musicali.
Hij gaf les aan de Muziekschool Kampen, het Muzieklyceum Hilversum, de Toonkunstmuziekschool Haarlem, de Muziekschool Beverwijk.
Daarna volgden docentschappen klavecimbel aan het Sweelinck Conservatorium te Amsterdam en aan Stedelijk Conservatorium Arnhem.  Aan die laatste instelling gaf hij les aan onder andere Rudi van Straten.
Hij is auteur van het tweedelige The Amsterdam Harpsichord Tutor. Voorts was hij medeoprichter van het Nederlands Clavichord Genootschap en mede-initiatiefnemer van de Haarlemse Clavecimbeldagen, die om de twee jaar werden gehouden. In de loop der jaren ging zijn belangstelling steeds meer uit naar muziek uit de 17e en 18e eeuw. In 2010 componeerde hij nog een werk Lamentato in Memoriam voor de begrafenis van Nelly van Ree Bernard.